# Martin Ransohoff
Martin Nelson Ransohoff (* 7. Juli 1927 in New Orleans, Louisiana; † 13. Dezember 2017 in Bel-Air, Los Angeles, Kalifornien) war ein US-amerikanischer Filmproduzent.

## Leben und Leistungen
Ransohoff, Jahrgang 1927, absolvierte 1949 die Colgate University in Hamilton im US-Bundesstaat New York.
Er gründete die Filmproduktionsgesellschaft Filmways TV Productions, die später in Filmways Inc. umbenannt wurde. 1972 verließ er sie. In seiner Berufslaufbahn produzierte er über 35 Filme, bei drei Filmen wirkte er auch am Drehbuch mit.
Zu seinen Werken zählen: das Oscar-prämierte Filmdrama …die alles begehren (1965) von Regisseur Vincente Minnelli mit Richard Burton und Elizabeth Taylor in den Hauptrollen, der Abenteuerfilm Cincinnati Kid (1965) von Norman Jewison mit Steve McQueen, der Horrorfilm Die schwarze 13 (1966) von J. Lee Thompson mit Deborah Kerr und David Niven, die Horrorkomödie Tanz der Vampire (1967) von Roman Polański mit Jack MacGowran, der zweifach Oscar-nominierte Abenteuerfilm Eisstation Zebra (1968) von John Sturges mit Rock Hudson und Ernest Borgnine, der Kriegsfilm Das Schloß in den Ardennen (1969) von Sydney Pollack mit Burt Lancaster, die schwarze Komödie Catch-22 – Der böse Trick (1970) von Mike Nichols mit Alan Arkin, die Komödie Class (1983) mit Jacqueline Bisset und Rob Lowe, das Filmdrama Chicago Blues (1987) mit Matt Dillon, Diane Lane und Tommy Lee Jones und der Thriller Turbulence (1997) von Robert Butler mit Ray Liotta.
Er war zweimal verheiratet und hatte vier Kinder und zwei Stiefkinder.

## Filmografie (Auswahl)
- 1962: Sexy! (Boys’ Night Out)
- 1963: Getrennte Betten (The Wheeler Dealers)
- 1964: Nur für Offiziere (The Americanization of Emily)
- 1964: … die alles begehren (The Sandpiper)
- 1965: Tod in Hollywood (The Loved One) (nur Produktionsleitung)
- 1965: Cincinnati Kid (The Cincinnati Kid)
- 1966: Die schwarze 13 (Eye of the Devil)
- 1967: Die nackten Tatsachen (Don’t Make Waves)
- 1967: Tanz der Vampire (The Fearless Vampire Killers)
- 1968: Eisstation Zebra (Ice Station Zebra)
- 1969: Das Schloß in den Ardennen (Castle Keep)
- 1970: Catch-22 – Der böse Trick (Catch-22)
- 1971: John Christie, der Frauenwürger von London (10 Rillington Place)
- 1971: Stiefel, die den Tod bedeuten (Blind Terror)
- 1972: Auf leisen Sohlen kommt der Tod (Fuzz)
- 1973: Save the Tiger
- 1976: Trans-Amerika-Express (Silver Streak)
- 1979: The Wanderers
- 1980: Jahreszeiten einer Ehe (A Change of Seasons)
- 1983: Class
- 1985: Das Messer (Jagged Edge)
- 1987: Chicago Blues (The Big Town)
- 1988: Eine Frau steht ihren Mann (Switching Channels)
- 1989: Die Anwältin (Physical Evidence)
- 1993: Jenseits der Unschuld (Guilty as Sin)
- 1997: Turbulence